# Hildebrandtiella cuspidans
Hildebrandtiella cuspidans är en bladmossart som beskrevs av Bescherelle 1885. Hildebrandtiella cuspidans ingår i släktet Hildebrandtiella och familjen Pterobryaceae. Inga underarter finns listade i Catalogue of Life.